# Consenso de Zurique

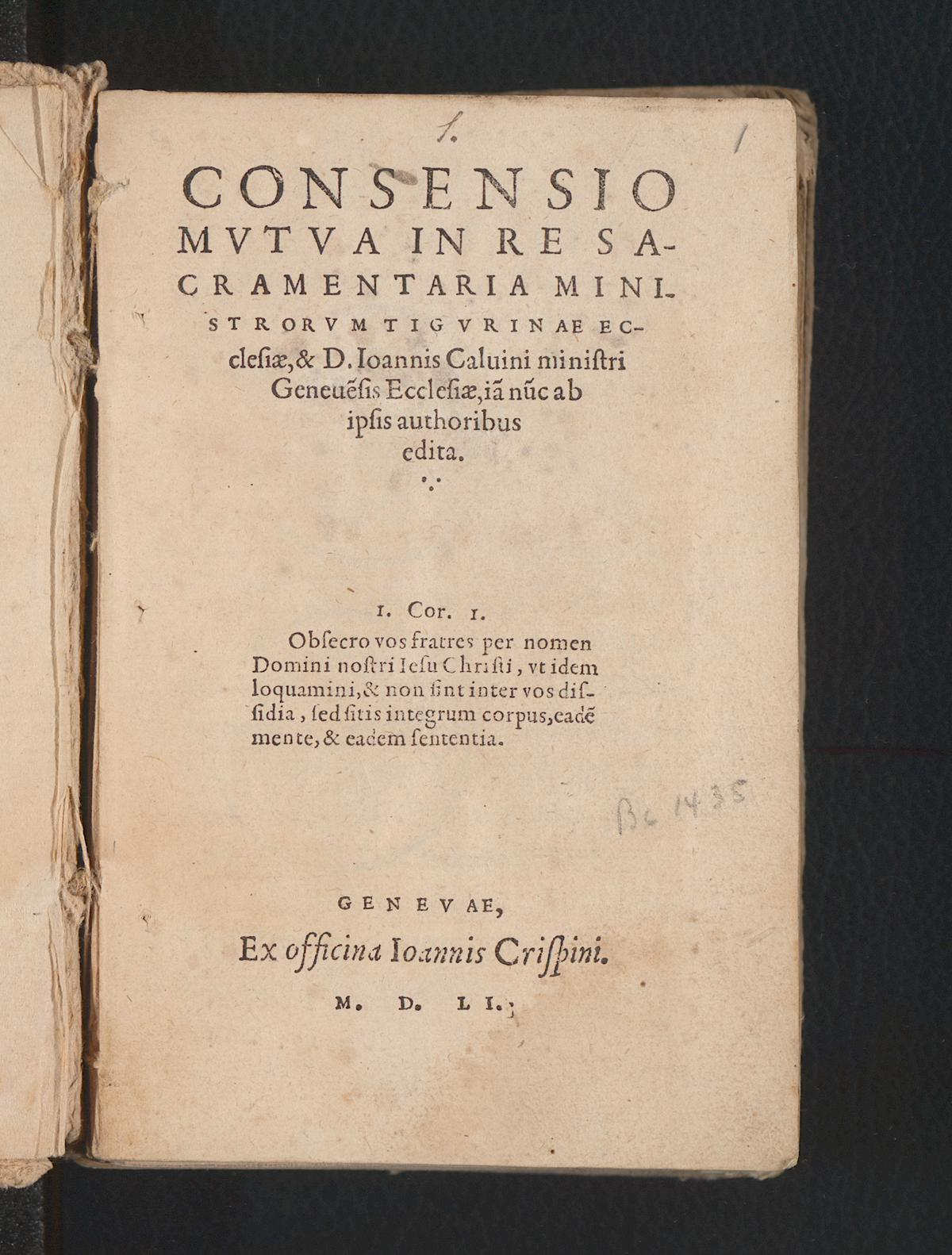
Página de título da edição de Genebra de 1551

O Consenso de Zurique (em latim: Consensus Tigurinus) foi um documento reformado escrito em 1549 por João Calvino e Heinrich Bullinger.
O documento tinha como objetivo trazer unidade às igrejas reformadas nas doutrinas a respeito dos sacramentos, particularmente a Ceia do Senhor. As visões de Calvino ficavam entre a visão luterana da Presença Real e a visão zwingliana do simbolismo. Ele escreveu o primeiro rascunho do documento em novembro de 1548, com notas de Bullinger. 

## Nome
O termo Consensus Tigurinus (Consenso de Zurique) foi provavelmente cunhado por Georg Benedikt Winer em 1824 e tornou-se amplamente conhecido pela inclusão dele na coleção de escritos confessionais reformados de Hermann Agathon Niemeyer (1840). O nome contemporâneo do texto era consensio mutua in re sacramentaria (“consensimento mútuo na questão dos sacramentos”, como na primeira edição em 1551), ou Einhelligkeit ou Accord, como os títulos das primeiras traduções em alemão e francês.

## Conteúdo
O documento abrangeu 26 artigos da Sacramentologia Reformada. Calvino enfatizou que há um grande significado nos símbolos sacramentais, mas eles não têm poder para agir por si próprios.
O documento ensinava:
que os Sacramentos não são em si mesmos eficazes e conferem graça, mas que Deus, através do Espírito Santo, age através deles como meios; que o efeito interno aparece apenas nos eleitos; que o bem dos Sacramentos consiste em nos conduzir a Cristo e ser instrumentos da graça de Deus, que é sinceramente oferecida a todos; que no batismo recebemos a remissão dos pecados, embora isso não proceda principalmente do batismo, mas do sangue de Cristo; que na Ceia do Senhor comemos e bebemos o corpo e o sangue de Cristo, não, no entanto, por meio de uma presença carnal da natureza humana de Cristo, que está no céu, mas pelo poder do Espírito Santo e pela elevação devota de nossa alma ao céu.

## Recepção
Calvino enviou o documento às igrejas suíças, mas o Sínodo de Berna se opôs fortemente à visão de Calvino e continuou a fazê-lo até depois da morte de Calvino. Em maio de 1549, Calvino se encontrou com William Farel e Bullinger em Zurique , e os três revisaram o documento em sua forma final, que foi publicada em Zurique e Genebra em 1551. O original latino foi traduzido para o alemão por Bullinger e para o francês por Calvino.
O Consenso de Zurique tentou unir as doutrinas calvinista e zwingliana avançada, ao mesmo tempo em que se opunha à transubstanciação, a visão católica romana, e à união sacramental, a visão luterana. Foi aceito pelas igrejas de Zurique, Genebra, St. Gallen, Schaffhausen, Grisões, Neuchâtel e, eventualmente, por Basileia, e as colocou em harmonia umas com as outras. Foi "recebido favoravelmente" na França e em partes da Alemanha, mas enquanto Melanchthon disse que entendeu os suíços pela primeira vez e não escreveria mais contra eles, foi atacado pelo gnesio-luterano Joachim Westphal e "tornou-se a ocasião inocente da segunda guerra sacramental".
O Consenso foi bem recebido na Inglaterra, com Martin Bucer elogiando-o e Pietro Martyr Vermigli endossando-o.
Calvino recusou-se a responder aos ataques publicados até que estes começaram a prejudicar as relações luteranas-reformadas, particularmente a afirmação de Westphal de que aqueles que escreveram em apoio ao documento eram sacramentários. De acordo com Westphal em seu Farrago de Opiniões Confusas e Divergentes sobre a Ceia do Senhor, Zuínglio e Calvino eram hereges, pois rejeitavam a posição do consumo literal do corpo de Cristo na Ceia do Senhor.